# Rival Schools: United by Fate
Para la banda de post-hardcore, véase Rival Schools
Rival Schools: United by Fate (Shiritsu Justice Gakuen: Legion of Heroes en Japón) es un juego de lucha 3D desarrollado por Capcom que recuerda a la saga de Street Fighter EX, pero en ese caso se observa que es un juego original que incluye elementos nunca vistos. El más llamativo y espectacular es formar equipos de dos luchadores y realizar técnicas conjuntas (algo que más tarde muchos juegos de lucha han copiado, incluso la misma Capcom ha exportado esta técnica a otras producciones suyas).
El juego fue lanzado en 1998 en arcades (utilizando el sistema ZN-2) y meses más tarde se conversionó a PlayStation.

## Argumento
En este juego, todos los luchadores eran estudiantes de instituto, excepto algunos que eran o bien profesores o directores. La trama del juego nos situaba en varios institutos en los que estaban desapareciendo alumnos misteriosamente, y los profesores parecían saber algo al respecto, pero todo el mundo estaba callado. Así pues, gran parte del alumnado de estos institutos decidieron investigar por su cuenta. Lo que pasa es que cada instituto tenía su forma de pensar y hacer las cosas, y cada dos por tres estallaban luchas entre los alumnos. Su protagonista es Batsu, de la Taiyo High School.

## Personajes

### Taiyo High School
Batsu Ichimonji: Protagonista de la historia. Su madre, que lo había criado sola desde que era un niño de repente desapareció de su trabajo en Taiyo. Batsu se transfirió a Taiyo para descubrir pistas sobre su desaparición, pronto se une a Hinata y Kyosuke que están investigando los secuestros de estudiantes. No solo logra encontrar a su madre si no que se reencuentra con su padre: Raizo. Al final al ver la determinación de su padre por cambiar el mundo con la educación decide recoger su testigo.
Hinata Wakaba: Hinata decidió proteger la escuela por sí misma cuando la policía se vio incapaz de resolver el misterio de los asesinatos. Se decepcionó al ver que sus compañeros de la escuela no querían verse envueltos en el asunto e insistían en que era imposible. Solo con Batsu, Kyosuke, Ran y Hayato como sus aliados se lanzó en busca de justicia. Con su triunfo al descubrir la trama tras los secuestros, inspiró un nuevo espíritu de lucha en Taiyo. 
Kyosuke Kagami: En apariencia, Kyosuke se unió a la investigación de los secuestros como representante del Comité Moral de Taiyo. Su verdadera identidad era la del secuestrador de Shizuku y un espía de Justice. Era colaborador de Hyo, en su plan de cambiar el mundo por la fuerza, pero sus convicciones empiezan a cambiar cuando ve el compañerismo y voluntad de sus amigos. Eso le dio fuerza para enfrentarse a Hyo, e incluso convencerlo que debía haber otra manera de cambiar el mundo.
Ran Hibiki: Ran ha ganado el premio anual de exclusivas desde que se unió al Periódico de Taiyo. Cuando los eventos de los secuestros no dudó ni un segundo en involucrarse en la investigación, resolver el misterio y lograr la exclusiva. Es hermana menor de Dan Hibiki, maestro del estilo Saikyo-Ryu de artes marciales, personaje de Street Fighter
Chairperson/Iinchou: Iinchou (en japonés Delegada), está en la misma clase que Batsu y el resto. Es conocida por su capacidad de organización y es la encargada de coordinar clubs y eventos. Tras ver el coraje de sus compañeros defendiendo Taiyo un año atrás, decidió estudiar artes marciales para unirse a la lucha si algo sucedía de nuevo. Para ello uso el curso de correspondencia Saikyoryu y más tarde tras el consejo de Hinata usando el curso "Ken Masters".
Hayato Nekketsu: Tras el ataque a un gran número de sus estudiantes, Hayato decidió tomar el asunto con sus propias manos para evitar más víctimas, por lo que fue el único miembro del profesorado de Taiyo que participó en la investigación de los secuestros apoyando directamente a sus alumnos. Como es un profesor conoce más sobre Justice que los alumnos por lo que fue el primero en sospechar quien podría estar detrás del suceso. Durante la investigación acaba haciendo amistad con Hideo y Kyoko.

### Gorin High School/University
Shoma Sawamura: Se involucra en los eventos de RS! cuando su hermano es herido y hospitalizado tras un ataque a Gorin. Preocupado porque las heridas de Shuiichi le impidan cumplir su sueño de ser jugador de béisbol, se une a Natsu y Roberto para buscar a los culpables. Sin embargo se separó del resto y fue capturado por Justice, estas dificultades les llevaron a reforzar sus vínculos, particularmente con Natsu, de quien se enamorara.
Natsu Ayuhara: Preocupas por la serie de ataques a miembros de los clubs de Gorin, incluido su amado club de Volleybol, Natsu trato de descubrir la verdad tras los incidentes, pronto se alió con Roberto y Shoma con similares intenciones, aunque sus constantes discusiones con Shoma no hacían la tarea nada fácil. Más aún se complicó cuando shoma fue secuestrado por Justice, afortunadamente, la historia tuvo un final feliz, Natsu está enamorada de Shoma, pero debido a su orgullo no lo reconoce, aunque se le nota cuando una chica se le acerca a Shoma, lo que hace que Natsu se ponga celosa.
Roberto Miura: Se une a sus amigos Natsu y Shoma para resolver el misterio de las desapariciones aún sabiendo que eso pueda afectar a su carrera deportiva. Roberto es el mediador en las discusiones entre Natsu y Shoma. su brazo izquierdo es seriamente herido durante el combate con Hyo, pero esto no le afecta, ya que se dedica a jugar a fútbol en otra posición, con el tiempo su brazo se curó y pudo volver a su posición de portero.
Nagare Namikawa: Como mejor amigo de Shuuichi, Nagare no dudó en investigar el misterio tras el ataque a su amigo. Al mismo tiempo le preocupaba que Shoma se metiera en problemas por investigar las desapariciones. Nagare llevó una investigación independiente, y posteriormente rescató a Shoma, que había sido capturado por Justice.

### Pacific High School
Roy Bromwell: Roy fue transferido por deseo de su padre a estudiar en Japón para que aprendiera los fundamentos necesarios para su futura carrera política. Sin embargo Roy odiaba Japón y todo lo relacionado con el debido a que su abuelo fue herido en la pierna durante la Segunda Guerra Mundial. El quería volver a casa pero su padre le pidió que investigara la posible conexión entre Justice High y las misteriosas desapariciones. Él lo consideró una oportunidad para "vengarse" de los japoneses por el incidente de su abuelo y demostrar la superioridad de su raza. Pero trabajando junto a las otras escuelas, especialmente Taiyo, acabó por abandonar su odio hacia los japoneses. Regresó a USA, con una nueva visión política. Aunque pensó en principio en revelar la verdad sobre Justice, al final lo oculto para que el nuevo Proyecto Justicia pudiera funcionar correctamente.
Tiffany Lord: Era amiga y compañera de Roy en USA, se transfirió voluntariamente a Japón cuando se enteró de que Roy se transfería. Se ofreció también voluntariamente a ayudar a Roy en su investigación con la esperanza de impresionarlo. Poco a poco viendo como sus compañeros defendían lo que creían justo sacrificando incluso su propia seguridad, sus ojos se fueron abriendo y empezó a ver el mundo de otra manera, aspirando ahora a nuevas metas. Regresó a USA con Roy.
Boman Delgado: Boman se enfrentó a un gran dilema cuando comenzaron las desapariciones, ya que por un lado la violencia va en contra de sus principios y los de Dios, pero pelear es necesario para resolver el misterio. Al final acompañó a Roy y Tiffany en su investigación, los tres acabaron secuestrados y con el cerebro lavado, pero fueron rescatados por el equipo de Taiyo. Viendo la determinación de sus compañeros para seguir sus creencias, cuando Roy y Tiffany vuelven a USA él se queda con la intención de promover sus ideales religiosos en Japón.

### Gedo High School
Akira Kazama: Akira se vio envuelta en el misterio de las desapariciones cuando Daigo su hermano no regresó a casa en una semana y nadie sabía nada de él. Para poder transferirse a Gedo para buscar a su hermano, Akira se puso un casco para ocultar su identidad femenina y se presentó como el hermano pequeño de Daigo ya que esta escuela solo admite varones. Solo Edge y Gan accedieron a ayudarla. Sus investigaciones la llevaron a aliarse con otras escuelas y al final logró encontrar a su hermano. Su verdadera identidad es revelada ante sus estupefactos compañeros.
Edge "Eiji" Yamada: Cuando Daigo desapareció poco después de los secuestros y ataques acaecidos, Gedo se convirtió en un Caos, Akira se propuso investigar el misterio Edge accedió a colaborar con ella esperando encontrar a Daigo, Al principio la menosprecio bastante pero acabó respetándola y confiando en ella al ver su fuerza de carácter.
Gan Isurugi: Cuando Daigo desapareció, Gedo se convirtió en un caos. La única cosa que pudo hacer por ayudar fue unirse a la investigación de Akira. Aunque en algunos momentos casi pierde su fe en ella al final esta experiencia influenció en su vida, haciéndose más responsable y consecuente.
Daigo Kazama: Como líder de Gedo, decidió proteger a la ciudad con sus propios puños, Durante la investigación de los secuestros, que realizó de forma independiente para que nadie se viera implicado en el peligro acabó en Justice, se enfrentó en duelo a Hyo, pero fue derrotado y hecho prisionero. Pero fue rescatado por su hermana Akira y sus compañeros de Gedo, aunque quedó una profunda herida en su orgullo. Por ello se marchó en un viaje de autoconocimiento. Más tarde volvió para acabar su tercer año.

### Justice High School
Hideo Shimazu: En los sucesos acaecidos, Raizo ordenó a Hideo formar equipo con Kyoko para buscar por las distintas escuelas estudiantes dignos para unirse a Justice. Al poco tiempo empezaron a sospechar algo raro, pero les lavaron el cerebro y tuvieron que ser rescatados por los alumnos de otros institutos. Hideo admitió que tenía mucho que aprender de ellos. 
Kyoko Minazuki: Como Hideo, recibió la orden de buscar estudiantes susceptibles de reclutar para Justice. Cuando sospechó que algo iba mal ya era tarde, le lavaron el cerebro hasta que fue rescatada por los estudiantes de otros institutos. La "luz" que vio en los estudiantes contrastaba con la "oscuridad" que veía en el mundo de los adultos, así que decidió abandono el mundo de la medicina para dedicarse exclusivamente a la educación, para que así los adultos del mañana no fueran como los de hoy.
Raizo Imawano: Antiguo ninja de Imawano, y hermano pequeño del líder del clan, Mugen. Dejó el clan para perseguir su ambición en la educación. Creó Justice HS bajo la idea que sus alumnos de elite llegarían al gobierno, lo que llevaría a un cambio en la sociedad. Para garantizar la seguridad de Batsu y Shizuku de la venganza del clan por su deserción se separó de ellos antes de fundar Justice. Pero Hyo consideraba el método de Raizo superficial, por ello tomó el control de Justice. Aunque sufrió daños en su mente por el lavado de cerebro de Hyo, al final se recuperó. Tras el incidente buscó mejores maneras de cambiar la sociedad, decepcionado por la facilidad con que lavaron el cerebro a los estudiantes de Justice. Tras los incidentes el nuevo Proyecto Justicia fue creado con la finalidad de no mejorar la sociedad educando a un pequeño grupo de elite, si no de la mejora de toda la población.

### Tamagawa Minami High School
Sakura Kasugano: Tamagawa Minami HS también fue objetivo de los ataques a estudiantes. Viendo a sus amigas Natsu y Hinata preparándose para investigar los sucesos (su amiga Kei solo accedió a hacer búsqueda de información), se unió a la búsqueda. Como no tenía su propio equipo buscó pistas mientras colaboraba de cerca con Taiyo. La experiencia fue enriquecedora para Sakura, ya que aprendió el valor de luchar por una causa. 
Kei Chitose: La Mejor Amiga De Sakura. Estudiante de primer año, y compañera de clase de Sakura y también su mejor amiga. Su personalidad conformista y tímida hace que se preocupe a menudo por la actitud aventurera de Sakura. Pero con el tiempo se ha convertido en una leal compañera que apoya a Sakura. Contribuyó en RS1 ayudando a Sakura y Hinata a recopilar información, a pesar de sus reticencias al simple hecho de involucrarse en ello. Le gusta el mousse de chocolate.

## Ediciones
La versión de PlayStation consta de dos CD. El segundo contenía la versión arcade íntegra, mientras que el primer CD titulado "Evolution" contenía más modos de juego, entre ellos destacar el modo Estudiante (donde creábamos un personaje a nuestro gusto escogiendo su aspecto y datos personales, y pasando un año estudiando en el instituto conociendo gente (al estilo de los Girlfriends Simulators) y subiendo nuestros estatus y aprendiendo técnicas nuevas. Una vez concluido el modo Estudiante, nuestro personaje podía sumarse a la plantilla de luchadores para usarlo en los demás modos de juego. El resto de modalidades incluían típicos como modo Team Battle, modo League (Liga), Tournament y algunos minijuegos graciosos como Home Run Contest (minijuego de béisbol) o incluso uno donde una de las profesoras te hacía un masaje en la zona que quisieses vía Dual Shock colocando el mando, por ejemplo, en el hombro, y mediante vibraciones te masajeaba mientras veíamos a la profesora moviendo las manos en la pantalla.
Destaca también la introducción del juego, una pequeña película de animación de bastante calidad que nos introducía fácilmente en el concepto del videojuego. También incluía varias canciones en japonés de Hironobu Kageyama, cantante que interpretó la mayoría de temas de la serie Dragon Ball.
En las versiones de EE. UU. y PAL se eliminó el modo Estudiante. Sin embargo, seguía siendo una edición de dos CD.
La única relación que une este juego con la saga Street Fighter es que entre sus luchadores esta Sakura, con un control muy parecido al de Street Fighter y la misma apariencia. También podíamos ver a Ryu (protagonista de Street Fighter) en el ending de Sakura si terminábamos el modo Arcade con ella. Además Ran Hibiki es la supuesta hermana menor de Dan Hibiki. Años más tarde, Akira Kazama fue confirmada para aparecer en Street Fighter V, confirmando de que los hechos de Rival Schools ocurren dentro del mundo de Street Fighter.
Un año más tarde, el 24 de junio de 1999, Capcom lanzó en Japón una actualización de este juego sólo para PlayStation llamado Shiritsu Justice Gakuen: Nekketsu Seisyun Nikki 2 (conocido en EE. UU. y Europa como "Rival Schools Evolution 2"). Era una ampliación del segundo CD que incluía el primer juego. Esta segunda entrega nunca vio la luz en EE. UU. y Europa. Sakura volvía a aparecer como personaje jugable y se incluían dos personajes nuevos.
En el 2001 se lanzó la auténtica secuela del juego titulada Moero! Justice Gakuen primero para arcades y después sólo se conversionó para Dreamcast. El juego se lanzó casi un año después en EE. UU. y Europa bajo el nombre de Project Justice: Rival Schools 2. Se agregaron varios personajes nuevos y versiones alternativas de los anteriores, sin embargo, en esta segunda parte eliminaron a Sakura del plantel de luchadores.

### Apariciones en otros juegos
- Kyosuke Kagami es un personaje jugable en Capcom vs. SNK 2: Mark of the Millennium 2001, el cual cuenta con el apoyo de Batsu Ichimonji y Hinata Wakaba en sus ataques
- Batsu Ichimonji es un personaje jugable en Tatsunoko vs. Capcom: Ultimate All-Stars y en Project × Zone
- Hideo Shimazu y Kyoko Minazuki son personajes jugables en Namco x Capcom
- Akira Kazama será un personaje jugable de Street Fighter V

## Mercancía
En Japón se lanzaron diversos artículos de merchandising para los fanes, que van desde tarjetas telefónicas a peluches, CD de bandas sonoras, DramaCD (CD que incluyen una especie de radionovela narrada por los actores originales del doblaje del videojuego), trading cards, pósteres, cómics oficiales y no-oficiales, etc.